# Arda Güler
Arda Güler (Altındağ, Ankara, Turska, 25. veljače 2005.) turski je nogometaš koji igra kao vezni igrač za Real Madrid.

## Igračka karijera

### Fenerbahçe S.K.
U mlađe uzraste Fenerbahçea ušao je 2019. iz Gençlerbirliğija, gdje je promoviran u prvu momčad u siječnju 2021. S prvom momčadi debitirao je 19. kolovoza 2021. u tijesnoj pobjedi protiv finskog HJK Helsinkija u Europskoj ligi.  Odigrao je 12 utakmica u turskoj Superligi u svojoj prvoj godini, gdje je upisao 3 gola i 4 asistencije, s nastupima koji su privukli pažnju velikih europskih klubova. U ožujku 2022., obnovio je ugovor s klubom na tri godine.
Za sezonu 2022.-'23. dodijeljen mu je broj 10, koji ima posebno značenje za navijače Fenerbahçea, jer je to broj bivšeg kapetana i klupske legende Alexa de Souze. U prvoj utakmici sezone protiv Kasımpaşe postigao je dva gola za 21 minutu. Na kraju je osvojio Kup Turske i proglašen je najboljim igračem finala.

### Real Madrid
Dana 6. srpnja 2023. prešao je u Real Madrid za 20 milijuna eura plus 10 mogućih milijuna i 20% od buduće prodaje. Debitirao je 6. siječnja 2024. u utakmici Kupa Kralja, protiv Arandina, nakon što je pretrpio tri ozljede od svog dolaska. Svoj prvi pogodak postigao je 10. ožujka protiv Celte Vigo u španjolskoj ligi.

## Reprezentativna karijera
S reprezentacijom Turske do 17 godina sudjelovao je u kvalifikacijskom ciklusu za UEFA Europsko prvenstvo do 17 godina 2022. u kojem je odigrao tri utakmice. Osim toga, bio je dio momčadi na UEFA Europskom prvenstvu do 17 godina 2022., također odigravši tri utakmice.
Za seniorsku momčad Turske debitirao je u studenom 2022. protiv Češke u prijateljskoj utakmici. Prvi pogodak postigao je 19. lipnja 2023. u kvalifikacijskoj utakmici za Euro 2024. protiv Walesa, postavši strijelac s 18 godina i 114 dana najmlađi u povijesti reprezentacije.

## Vanjske poveznice
- Arda Güler, Soccerway (engl.)